# 其实并不在乎你
《其实并不在乎你》（日語：あなたのことはそれほど）是日本漫畫家育江綾创作的日本漫画。於FEEL YOUNG2010年10月号至2017年8月号期間進行不定期连载。單行本全6卷。
2017年4月由TBS電視台改编为同名电视剧播出。
。台灣由 OTT 平台 KKTV 播出。

## 劇情簡介
讲述了有夫之妇和小学的旧情人重逢后爱火重燃，陷入婚外情的故事。

## 登場人物
渡邊美都
舊姓：三好。國小6年級時對當時是轉學生的有島一見鍾情。國中時某位經常光顧母親經營的酒吧的占卜師常客隨口說出「妳會與第2個心儀對象結婚」的預言，強忍著怒氣的她奪門而出，恰巧遇見剛從補習班下課的有島，這是兩人的第一次也是最後一次相遇。擔任眼科診所櫃檯人員時認識了涼太，最終如同占卜師預言與「第2個心儀對象」涼太結婚。29歲時與有島再次相遇，兩人在各有家室的情形下發展出地下關係，兩人雖然在有島的妻子即將臨盆的時機分開，但彼此的關係依舊藕斷絲連。與涼太離婚。
有島光軌
美都國小6年及國中3年的同班同學。班上的帥哥級人物。自視甚高，對美都毫無感覺，當初補習班下課撞見美都之後，就刻意與美都保持距離。高中畢業後與同班同學麗華交往，之後結婚至今。
渡邊涼太
美都的丈夫。暱稱美都「小美」。任職裝飾藝術公司。至眼科診所看診時認識了櫃台人員美都，之後兩人結婚。喜愛做料理。見到有島前，曾聽見美都在睡夢中喊著有島的名字，之後開始私下偷看美都手機的通話紀錄，發現美都與有島的不倫戀，最終和美都離婚，反思自己的作為，選擇改以朋友的身份關切美都。漫畫番外篇透露與美都離婚後，在公寓過著獨居生活，因為鄰居姐弟檔（擔任占卜師的姊姊、兼任學生和公關的弟弟）的貓意外釀成漏水意外，造成部分家具損失，反而和姐弟檔開始往來。
有島麗華
舊姓：戸川。光軌的妻子。光軌高中時代的同班同學，在校時期擔任學生會委員長的優秀學生。高中畢業後與光軌結婚。與要求離婚的父親與拒絕離婚的母親處於分居狀態，高中在學時期開始自力更生。有一個小自己2歲的妹妹。後來知曉光軌的婚外情，受此刺激出現白髮，故事後期和光軌育有一女。

## 出版書籍
| 册数 | 祥傳社         | 祥傳社                 |
| 册数 | 发售日期       | ISBN                   |
| ---- | -------------- | ---------------------- |
| 1    | 2012年11月8日  | ISBN 978-4-396-76563-7 |
| 2    | 2014年7月8日   | ISBN 978-4-396-76611-5 |
| 3    | 2015年10月8日  | ISBN 978-4-396-76655-9 |
| 4    | 2016年10月8日  | ISBN 978-4-396-76683-2 |
| 5    | 2017年4月25日  | ISBN 978-4-396-76703-7 |
| 6    | 2017年11月20日 | ISBN 978-4-396-76718-1 |

## 电视剧
2017年4月18日至6月20日於TBS播出，主演為波瑠。

### 登場人物

#### 主要人物
- 渡邊美都  - 波瑠[5][6]（中学時代：內田愛）（香港配音：陳琴雲）

眼科診所的醫師助理。
- 渡邊涼太 - 東出昌大[5][6]（香港配音：黃積權）
- 有島麗華 - 仲里依紗（香港配音：梁少霞）
- 有島光軌 - 鈴木伸之（劇團EXILE）（中学時代：小原唯和）（香港配音：關令翹）

#### 其他
- 飯田香子 - 大政絢[7]（中学生時代：喜多乃愛）（香港配音：吳羨婷）

美都國小至國中的同學兼死黨。
- 横山皆美 - 中川翔子[7]（香港配音：何璐怡）

幫忙有島與麗香搬到公寓的主婦。
- 森留美 - 黑川智花（香港配音：林元春）

美都在眼科診所的同事。
- 榎本祐機 - 成田偉心（日语：成田偉心）（香港配音：陳耀楠）

有島經常光顧的酒吧調酒師。
- 中野晴夫 ‐ 春海四方（香港配音：林國雄）

悅子經營的酒吧常客。
- 小田原真吾 - 山崎育三郎[7]（香港配音：張裕東）

涼太在裝飾藝術公司工作的同事。
- 千葉翔太 - 平間壯一（香港配音：胡家豪）

有島的部下。
- 有島佳菜 - 大友花戀（香港配音：黃昕瑜）

有島的妹妹。
- 有島陽子 - 唐木智榮美

有島的母親。
- 橫山良明 - 山岸門人（香港配音：李凱傑）

皆美的丈夫。
- 美苗 - 立石晴香（香港配音：廖杏茵）

有島的大學同學。
- 佐藤美由紀 - 山田真步（香港配音：李潤知）

陶藝教室的學生。
- 和田悟 - 長野克弘（香港配音：馮志輝）

陶藝教室的講師。
- 戶川多惠 - 清水美智子（香港配音：蔡惠萍）

麗華的母親。
- 花山司 - 橋本潤[7]（香港配音：朱子聰）

眼科診所醫師。離過三次婚，目前單身。
- 三好悅子 - 麻生祐未[7]（香港配音：袁淑珍）

美都的母親。單親媽媽。

### 製作人員
- 原作 - 育江綾
- 劇本 -  吉澤智子（日语：吉澤智子）
- 主題歌 - 神様、僕は気づいてしまった「CQCQ」（Atlantic Japan）
- 導演 - 金子文紀、竹村謙太郎、福田亮介
- 編審 - 池田尚弘、中島啓介
- 製作人 - 佐藤敦司
- 製作 - DREAMAX TELEVISION（日语：ドリマックス・テレビジョン）、TBS電視台

### 播出日程
| 各話                                                         | 播放日期 | 副標題 | 中文副標題                                      | 導演       | 收視率 | 備註     |
| ------------------------------------------------------------ | -------- | ------ | ----------------------------------------------- | ---------- | ------ | -------- |
| 第1話                                                        | 4月18日  |        | 春之戀，盛開！溫柔過頭的丈夫×令人難忘的真命天子 | 金子文紀   | 11.1%  | 延長15分 |
| 第2話                                                        | 4月25日  |        | 暴走春之戀！不道德的溫泉旅行                    | 金子文紀   | 9.0%   |          |
| 第3話                                                        | 5月2日   |        | 糟老公所做所為完全敗露的悲哀之夜                | 竹村謙太郎 | 9.5%   |          |
| 第4話                                                        | 5月9日   |        | 獻給愛妻的超恐怖禮物                            | 竹村謙太郎 | 9.9%   |          |
| 第5話                                                        | 5月16日  |        | 丈夫VS情人！地獄般的公園相遇                    | 福田亮介   | 9.8%   |          |
| 第6話                                                        | 5月23日  |        | 改頭換面的丈夫和離家出走的妻子！離別前的紅酒    | 金子文紀   | 11.5%  |          |
| 第7話                                                        | 5月30日  |        | 終於覺醒！比任何人更恐怖的妻子                  | 竹村謙太郎 | 12.4%  |          |
| 第8話                                                        | 6月6日   |        | 我，懷孕了…擦槍走火的雙外遇                     | 福田亮介   | 13.5%  |          |
| 第9話                                                        | 6月13日  |        | 過去我一直都很喜歡你…難過至極的前因後果         | 竹村謙太郎 | 10.1%  |          |
| 最終話                                                       | 6月20日  |        | 打算重新選擇對象的2對夫妻的最後抉擇             | 金子文紀   | 14.8%  | 延長15分 |
| 平均收視率 11.2%（收視率由Video Research於關東地區進行調查） |          |        |                                                 |            |        |          |

### 得獎
- 第8回「CONFiDENCE日劇大獎」(2017年春季) 最佳男配角獎 東出昌大[17]
- 第93回「日劇學院賞」 主演女優賞 波瑠[18]